# Heráclides do Ponto
Heráclides do Ponto ou Heráclides Pôntico (em grego antigo: Ἡρακλείδης ὁ Ποντικός; c. 390 a.C. – c. 310 a.C.) foi um filósofo platônico grego do século IV a.C. De acordo com Sótion, doxógrafo e gramático de Alexandria, ele foi ativo na Academia de Platão até a morte de Espeusipo; ele se tornou o aluno de Aristóteles depois de deixar seu primeiro professor. Alguns autores antigos não atribuíram Heráclides como acadêmico platonista, mas à escola peripatética. Eles estavam errados sobre isso, mas pode ser visto a partir disso que pelo menos algumas de suas opiniões eram semelhantes às de Aristóteles.
Autor de inúmeras obras nos mais diversos campos, restam apenas os seus títulos e alguns fragmentos de seus textos. Heráclides é mais lembrado por propor que a Terra, localizada no centro do universo, era animada de um movimento de rotação em torno de seu eixo, de oeste para leste, uma vez a cada 24 horas. Ele também é aclamado como o criador da teoria heliocêntrica, embora isso seja questionado por alguns. É-lhe atribuído um sistema heliocêntrico parcial, mas essa atribuição não parece solidamente fundamentada. Heráclides não foi um astrônomo, mas um divulgador e um polígrafo, e sobretudo o sistema cosmológico em questão toma por base a teoria matemática dos epiciclos estabelecida apenas no século seguinte, por Apolônio de Perga.

## Biografia
Heráclides nasceu em Heracleia Pôntica (atual Karadeniz Ereğli, Turquia) em uma família rica do Reino de Ponto; seu pai e filho eram chamados Eutífron. Seu pai, um nobre, enviou-o a Atenas para estudar, onde, de 365 a 339 a.C., frequentou a Academia e conheceu Espeusipo e Aristóteles. De acordo com a Suda, Platão, ao partir para a Sicília em 361/360 a.C., deixou a Academia sob o comando de Heráclides. Em 339/338, com a morte de Espeusipo—sobrinho e sucessor de Platão—Xenócrates é eleito escolarca da Academia em seu lugar; Heráclides quase foi eleito sucessor, mas perdeu por uma estreita minoria. Ele então deixou a Academia para sempre e foi fundar sua própria escola em sua cidade natal. Heráclides, o Pôntico, parece ter tido como jovem discípulo um certo Dionísio. Heráclides abraçou as doutrinas pitagóricas, cirenaicas ou epicuristas no final de sua vida.
Testemunhos antigos o descrevem como sedento de glória, como na anedota de que ele teria sido corruptor de emissários de sua cidade, quando os subornou para coletarem um oráculo da Pítia em Delfos que legitimasse a ele ocupar um cargo político. Demócares, contemporâneo de Heráclides e oponente dos filósofos, afirmou que Heráclides havia usado uma fome induzida por desastres naturais em sua região natal para obter esse oráculo que, consultado por concidadãos, teria instruído que Heráclides fosse premiado com uma coroa de ouro de honra. Então, ao deixar o teatro onde foi anunciada publicamente essa resposta, Heráclides já velho teria caído e morreu devido a um ferimento na cabeça sofrido no processo. Mesmo que os detalhes da apresentação odiosa de Demócares sejam implausíveis, eles provavelmente estão ligados a um evento histórico e podem conter um verdadeiro núcleo.

## Obra
Heráclides, o Pôntico, foi um discípulo de Platão, mas sua obra é ao mesmo tanto aristotélica. F. Wehrli o classifica entre os aristotélicos. De acordo com Jean-Paul Dumont, Heraclides foi sucessivamente um discípulo de Platão, Espeusipo e Aristóteles. Como Clearco de Soles, ele seria um dos aristotélicos que não se inclina para o materialismo (Dicearco, Aristóxenes, Estratão de Lâmpsaco), mas para um platonismo que separa a alma do corpo. Ele retoma as teorias dos pitagóricos, que pensavam que as almas despojadas de seus corpos seguiam a Via Láctea, porque as almas são compostas de luz astral. Heráclides refere com muita admiração que Pitágoras se lembraria de ter sido Pirro, um pescador de Delos, e antes Euforbo e algum outro mortal. Embora impressionado e influenciado pelos pitagóricos, ele rejeitou o vegetarianismo pitagórico. Presumia também que outros corpos celestes além da terra também eram habitados.
Dos numerosos escritos de Heráclides, apenas fragmentos sobreviveram, junto com uma série de títulos. Suas obras incluíam Sobre o Bem, Sobre os Tipos (da teoria das ideias), Sobre o Nous, Sobre os Pitagóricos, Sobre a Natureza (diálogo filosófico), Sobre os Fenômenos Celestes, Sobre a Virtude, Sobre Poesia e Poetas e Sobre a Música. Ele lidou com questões da teoria do estado nos escritos Do Governo (diálogo político) e Das Leis. Ele teria escrito Constituições a partir das Constituições de Aristóteles, mas não temos certeza; poderia ser outro autor com o mesmo nome, Heráclides de Lembos. Ele também escreveu panfletos contra a doutrina Zenão de Eleia e contra Demócrito.
Outros títulos catalogados:
- Alegorias Homéricas
- Sobre o Prazer (diálogo filosófico)
- Sobre as Coisas de Hades (diálogo)

Não se deve confundir com outro pôntico Heráclides, gramático do século I, aluno de Dídimo.

### Ciência
Após Filolau de Crotona, Heráclides Pôntico teria sido um dos primeiros a apoiar a tese da rotação da Terra sobre si mesma, a cada dia de 24 horas, para explicar o movimento aparente das estrelas durante o noite, como apresenta pelos personagens fictícios de seu tratado Sobre os Pitagóricos, Ecfanto e Hicetas. Para ele, a esfera do céu estrelado é sempre fixa. Assim, foi capaz de evitar acreditar nas evidências falsas e enganosas da aparente rotação diária dos corpos celestes em movimento ao redor da Terra. Ele afirmou que a abóbada celeste é fixa, e que apenas a Terra está em movimento e gira em torno de seu eixo; esse movimento explica, segundo Heráclides, a ilusão do movimento de todas as estrelas. Observando as dificuldades e incertezas apresentadas pelos manuscritos do Timeu de Platão, na passagem 40b-c, ele resolveu sustentar que era a terra que se movia pelo círculo oblíquo do Zodíaco girando em torno de seu eixo. Essa visão contradizia o modelo aristotélico aceito do universo, que dizia que a Terra era fixa e que as estrelas e planetas em suas respectivas esferas também podiam ser fixos. Simplício diz que Heráclides propôs que os movimentos irregulares dos planetas podem ser explicados se a Terra se mover enquanto o Sol fica parado.

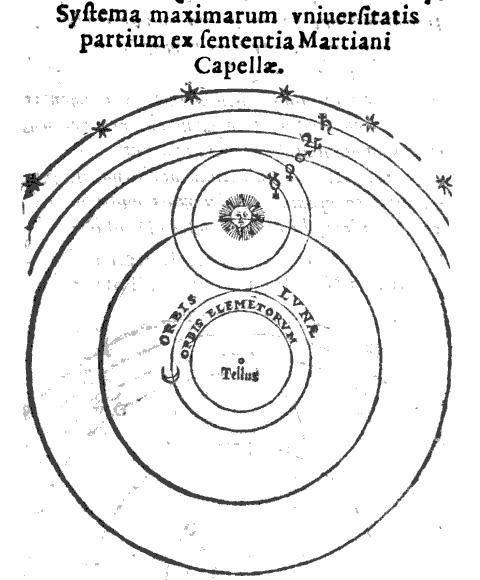
Representação em 1573 por Valentin Naboth do modelo astronômico geo-heliocêntrico de Heráclides transmitido por Marciano Capela.

Embora alguns historiadores tenham proposto que Heráclides ensinou que Vênus e Mercúrio giram em torno do Sol, uma investigação detalhada das fontes mostrou que "em nenhum lugar da literatura antiga que menciona Heráclides de Ponto existe uma referência clara para seu apoio a qualquer tipo de posição planetária heliocêntrica". De acordo com a ordem de palavras da representação por Calcídio, Heráclides assumia um movimento concêntrico de Vênus e o Sol, em que ele teria apresentado a tese de um sistema geocêntrico de Vênus gira em torno do Sol para explicar as variações de brilho. Este sistema, estendido a Mercúrio, foi conhecido de Adraste de Afrodísias (citado por Téon de Esmirna). Vitrúvio, Cícero citado por Macróbio e Marciano Capela; e pareceu antecipar o modelo que Tycho Brahe desenvolveria. Porém essa hipótese previamente difundida de que Heráclides considerava Mercúrio e Vênus satélites do Sol e que, nessa medida, teria antecipado parcialmente o sistema de Brahe, é rejeitada em pesquisas recentes ou pelo menos fortemente duvidada.
Mais tarde, em seus próprios escritos, Copérnico reivindicará Heráclides como seu digno predecessor quanto a essa hipótese judiciosa: "Heráclides do Ponto e Ecfanto não deram, é verdade, à terra um movimento de translação [em torno do Sol, heliocentrismo]... Partindo daí, eu comecei, por mim mesmo, a pensar na mobilidade da Terra."

### Estilo e conteúdo
Um trocadilho com seu nome, apelidando-o de Heráclides "Pômpico", sugere que ele pode ter sido um homem um tanto vaidoso e pomposo, e alvo de muito ridículo. De acordo com Diógenes Laércio, Heráclides forjou peças sob o nome de Téspis, e desta vez extraindo de uma fonte diferente, Dionísio, o Trânsfuga, ele teria composto peças forjadas sob o nome de Sófocles. Heráclides foi facilmente enganado por isso e teria citado deles como se fossem as palavras de Ésquilo e Sófocles. No entanto, Heráclides parece ter sido um escritor versátil e prolífico em filosofia, matemática, música, gramática, física, história e retórica, apesar das dúvidas sobre a atribuição de muitas das obras. Parece que ele compôs várias obras em forma de diálogo. Cícero valorizava sua educação e habilidades literárias, mas o criticava por ter enchido seus livros de "contos de fadas infantis" (puerilibus fabulis). Diz-se que Heráclides causava diversão e deslumbramento por meio de invenções fantásticas, de modo que alguns críticos consideraram suas obras mais como literatura de entretenimento do que filosofia. Timeu de Tauromênio e Plutarco o caracterizaram como um contador de histórias fabulosas.
Em algumas de suas obras, Heráclides apresentou seus ensinamentos em forma de diálogo com base no exemplo de Platão; permitiu que figuras históricas ou míticas proeminentes aparecessem como parceiros de conversa. Os indícios apontam que o estilo de Heráclides de escrever diálogos era diferente daquele platônico, de modo que serviu de modelo para composições por Cícero, conforme este próprio cita em cartas que adotou Heráclides como uma inspiração a um diálogo, pela sua forma menos técnica e mais acessível ao público. Ele classificou dois tipos de diálogos: os heraclidianos, com personagens históricas de um tempo passado, e os aristotélicos, com interlocutores contemporâneos; de fato, Cícero inclusive chegou a incorporar em obras o estilo heraclidiano de colocar antigas figuras famosas como personagens em conversa. As diversas citações tardias indicam que os escritos de Heráclides era visto como um reconhecido repositório de informações, seus fragmentos que restaram mostram uma abrangência de temas com descrição histórica e narrativa requintada, bem como variedade folclórica e mítica. Assim, Diógenes Laércio qualificou-os como sendo variegados (poikilia) e tendo capacidade de condução de almas (psicagogia), e Plutarco disse que Heráclides escreveu filosofia adequada para crianças, por facilidade de sua escrita ao entendimento.
Sua teoria da alma (provavelmente da obra perdida Sobre a Alma) era bem distinta, pois afirmava que ela era corpórea e de uma substância semimaterial: seria luminosa, "semelhante à luz" ("phôtoeidês") segundo Estobeu; com a própria substância feita de luz, segundo Macróbio ou Tertuliano; ou ainda de éter, tendo nesse último caso o testemunho de João Filopono em comentário ao Da Alma (fragmento 99): "Daqueles que declararam que a alma é um corpo simples, alguns a declararam um corpo etéreo, o que é o mesmo que dizer 'celestial', como por exemplo Heráclides do Ponto".

Heráclides parece ter se interessado pelo oculto. Em particular, ele se concentrou em explicar transes, visões e profecias em termos de retribuição dos deuses e reencarnação. Em uma narrativa, provavelmente sob a influência do Fedro de Platão, Heráclides escreveu sobre a epifania de um personagem de nome Empedótimo, que passou como testemunha ocular da estrutura do cosmos após ser arrebatado pela divindade. A maioria dos acadêmicos modernos tendeu a considerar Empedótimo fictício, mas não é possível afirmar se foi uma figura histórica ou não; o texto pode ter sido influente em seu motivo literário de um sonhador que recebeu revelação (como também no mito de Er), e talvez sua leitura influenciou Cícero em O Sonho de Cipião. O personagem teria sido iniciado na doutrina da imortalidade das almas e elevado por um daimon, além de ter passado pelo Hades e viajado pela Via Láctea, onde, segundo Katarzyna Jazdzewska, "viu três portais e três caminhos (um no signo de Escorpião, o outro entre Leão e Câncer, o terceiro entre Aquário e Peixes); e aprendeu sobre a divisão dos céus nos reinos de Zeus, Posídon e Plutão". Em um comentário de Proclo ao A República, ele cita:
"Tampouco é impossível que uma alma humana tenha obtido a verdade divina da situação no Mundo Inferior e a relatado aos humanos. Isso também é demonstrado pelo relato de Empedótimo, narrado por Heráclides Pôntico. Heráclides diz que enquanto Empédotimo estava caçando em algum lugar com outras pessoas ao pleno meio-dia, ele próprio foi deixado sozinho e, após encontrar a epifania de Plutão e Perséfone, a luz que corre em um círculo ao redor dos deuses brilhou sobre ele, e através dela ele viu em visões que experimentou pessoalmente toda a verdade sobre as almas."
Sugere-se pelas divindades ctônicas elevadas no espaço que Heráclides partilhava do conceito de um "Hades celeste", diferente da noção mais comum e antiga de um mundo dos mortos como abaixo da terra. Talvez nessa versão heraclidiana, o purgatório também era no céu, caso se considere ela como uma fonte do relato de Damáscio sobre a Via Láctea, como um local imperecível e caminho que as almas seguem para se purificar. Essa alusão era corrente também em um mito pitagórico que considerava que as almas bebiam o "Leite de Hera" para ascender. É apontado também em Damáscio que, a partir de uma exegese de Homero sobre a divisão tripartida dos reinos do mar, céus e submundo entre Zeus e seus irmãos, Heráclides fez uma inovação ao propô-la a nível astrológico: nela, Zeus teria o domínio das estrelas fixas, Posídon dos planetas até o sol, e Plutão todo reino abaixo do sol. Isso pode levar a interpretar que os seres na esfera terrestre estão na verdade no Hades e são na verdade os mortos, enquanto as almas têm morada nas estrelas, de mesma substância de seu corpo de luz astral (o que também é um pensamento que pode ser pitagórico).
Uma tradição doxográfica relata que Heráclides propunha uma doutrina de "fragmentos" ou "partículas desarticuladas" (anarmoi ongkoi) para a constituição mínima dos elementos, de modo que estes poderiam se transformar constantemente um ao outro, em oposição aos átomos indivisíveis de Demócrito. Segundo John Dillon, isso pode ser um desenvolvimento dos triângulos pré-elementares básicos do Timeu (ver khôra), que poderiam se articular entre si e recompor os corpos platônicos. Mesmo utilizando uma teoria atomista de sensopercepção, baseada no fluxo de imagens (eidola) que emanam dos objetos como formas geométricas simétricas na interação aos órgãos perceptivos, Heráclides assim não se afastou da concepção platônica.

#### História
Em vários diálogos que escreveu, ele apresentou oradores, reis, poetas famosos iniciando justas oratórias. Seu Tratado sobre o Poder forneceu muitas informações sobre a história dos reis gregos e, de acordo com Heráclides, os reis de Orcômeno teriam conseguido reinar sobre toda a Arcádia.
Ele também indicava que os lídios, um povo da Ásia Menor ocidental, foram os primeiros a cunhar dinheiro. O filósofo peripatético Teofrasto contradiz Heráclides no assunto da lei de Drácon que condenava à morte qualquer pessoa declarada ociosa, isto é, cuja condição ou recursos não podem ser definidos ou adivinhados: Heráclides diz que é uma lei de Sólon, e que Pisístrato a imitou e generalizou; Teofrasto afirma que é uma lei de Sólon que já havia sido aplicada.
Uma citação de Heráclides, de particular significado para os historiadores, é sua declaração de que a Roma do século IV a.C. era uma cidade grega.

#### Poesia
Segundo Heráclides, a Ilíada e a Odisseia de Homero seriam os textos alegóricos mais antigos; ele citou em sua obra Alegorias homéricas, a ode 58 de Anacreonte, como um modelo perfeito do gênero.
Um relato de Proclo conta que Platão gostava da poesia de Antímaco e teria enviado Heráclides a Cólofon para recolher seus poemas (In Ti. 28C = fr.8 Schütrumpf).

### Miscelânea

##### Anedota sobre a invenção da palavra "filosofia"
"Segundo Heréclides do Ponto, Pitágoras teria tido uma erudita entrevista com Leonte, tirano de Fliunte. Como este último admirava seu gênio e sua eloquência, perguntou-lhe em qual arte se baseava; Pitágoras teria recusado o epíteto de "sábio" (sophos) e respondido que não conhecia nenhuma arte, mas que era um filósofo (philo-sophos). Leonte ficou surpreso com este novo termo e perguntou quais eram as diferenças entre os filósofos e outros homens. Pitágoras respondeu que a vida humana era comparável àquelas assembleias às quais toda a Grécia ia durante os grandes jogos: alguns vêm lutar para obter uma coroa; outros procuram negociar lá; os outros, enfim, não estão interessados em aplausos ou ganho, mas vêm simplesmente para ver o que acontece nos jogos. Da mesma forma, na vida, alguns são escravos da glória, outros do dinheiro, mas outros, mais raros, observam cuidadosamente a natureza: "estes são os que se chamam filósofos"", comenta Cícero. Essa anedota teria sido recolhida de um diálogo de Heráclides, Ábaris, que se perdeu, mas que foi levado em grande conta por Cícero e especialmente por Jâmblico.

#### Trecho de discurso do personagem 'Heráclides' emProtréptico
"Portanto, nada divino ou feliz pertence aos humanos, exceto apenas aquela coisa que vale a pena levar a sério, tanto discernimento e inteligência quanto existe em nós, pois, do que é nosso, somente isso parece ser imortal, e somente isso é divino. E por ser capaz de compartilhar tal capacidade, nosso modo de vida, embora por natureza miserável e difícil, é ainda tão graciosamente administrado que, em comparação com os outros animais, um humano parece ser um deus."